# René Robert (fotograf)
René Robert (4. března 1936 Fribourg – 20. ledna 2022 Paříž) byl švýcarský fotograf aktivní ve Francii, který se specializoval na flamenco.

## Životopis
Robert se narodil v roce 1936 ve Fribourgu a ve svých dvanácti letech objevil fotografii. Než začal pracovat pro tiskovou agenturu v Ženevě, absolvoval tříleté učení v Lausanne. V polovině 60. let se přestěhoval do Paříže, kde potkal švédskou tanečnici, která ho seznámila s flamencem. V roce 1967 se stal jedním z významných portrétních fotografů. Fotografoval černobíle osobnosti jako Paco de Lucía, Israel Galván nebo Rocío Molina Cruz.
Večer 19. ledna 2022 se Robert procházel po náměstí Place de la République v Paříži, když jej náhle zradilo zdraví a zkolaboval na ulici. O devět hodin později ho objevil kolemjdoucí, který zavolal záchrannou službu, ale už bylo pozdě. Robert zemřel 20. ledna 2022 ve věku 85 let.

## Publikace
- La rage & la grâce, les flamencos (2001)
- Flamenco attitudes (2003)

## Výstavy
- Un itinéraire en flamenco (2015, Carré d'Art, Nîmes)[2]
- Third Biennial of Flamenco Art (2017, Palais de Chaillot, Paříž)[6]
- Chaillot, mémoire de la danse (2018, Palais de Chaillot, Paříž)[7]
- La caméra au rythme du flamenco (2019, Espace Cosmopolis, Nantes)[8]

## Veřejné sbírky
- Francouzská národní knihovna[9]